# 씹기근육
씹기근육(muscles of mastication) 또는 저작근(咀嚼筋)은 씹기에 관여하는 네 종류의 근육들이다. 무언가를 씹는 중에 씹기근육 중 세 근육은 턱을 모으고, 나머지 하나인 가쪽날개근은 턱을 벌리는 것을 돕는다. 모든 씹기근육은 턱을 가쪽으로 움직인다. 턱목뿔근 등의 목뿔뼈와 연결된 다른 근육들은 가쪽날개근과 함께 턱을 여는 데에 관여한다.

## 구조
씹기근육에 해당하는 근육들은 다음과 같다.
- 깨물근: 얕은갈래와 깊은갈래로 구성되어 있다.
- 관자근
- 안쪽날개근
- 가쪽날개근

사람의 아래턱뼈는 턱관절을 통해 머리뼈의 일부인 관자뼈와 연결되어 있다. 턱관절은 모든 각도로 움직임이 가능한 매우 복잡한 구조의 관절이다. 씹기근육은 모두 머리뼈에서 일어나 아래턱뼈에 닿으며, 따라서 수축했을 때 턱이 움직일 수 있도록 만든다.
모든 네 종류의 씹기근육은 아래턱뼈 좌우에 각각 한 개씩, 한 쌍이 있다.

### 신경 분포
얼굴신경(제7뇌신경)의 지배를 받는 다른 대부분의 얼굴근육들과 달리, 씹기근육은 삼차신경(제5뇌신경)의 지배를 받는다. 좀 더 정확하게는 삼차신경의 가지인 아래턱신경이 씹기근육에 분포한다. 아래턱신경은 감각과 운동 정보를 모두 전달한다.

## 발생
모든 씹기근육이 같은 신경의 지배를 받는 것은 이들이 모두 첫째 인두굽이에서 발생한다는 증거이다. 반면 얼굴의 표정을 만드는 데에 사용하는 표정근은 둘째 인두굽이에서 발생한다.

## 기능
아래턱뼈는 무언가를 씹는 동안 움직이는 유일한 뼈이다. 말할 때와 같이 다른 활동을 할 때에도 아래턱뼈가 움직인다. 위 네 종류의 근육들이 씹기를 담당하는 주된 근육이다.

## 임상적 중요성

### 턱관절 장애
턱관절 장애는 씹기근육과 턱관절의 기능 이상과 통증을 뜻하는 포괄적인 용어이다. 턱관절 장애로 인해 아래턱뼈의 움직임이 제한되며 통증이 나타난다. 통증은 무언가를 씹거나 이를 악물 때, 하품할 때 등 턱관절과 씹기근육을 사용할 때 악화되는 경향이 있다. 씹기근육에서 오는 통증은 비정상적인 근육의 기능이나 과활성에 의한 것이다. 항상은 아니지만 대개 통증은 낮에 이를 악물거나 밤에 이갈이를 하는 것과 연관되어 나타난다.

### 이갈이
이갈이는 턱을 악다물어 이를 비정상적으로 가는 것을 말하며, 전체 인구의 8 ~ 31%에서 나타나는 흔한 행동이다. 이를 갈지 않는 사람들의 경우 깨어 있을 때 턱은 대개 휴식 중이다. 위아래 이빨이 맞닿는 시간은 하루에 20분 이하로 추정되며, 이 시간은 대부분 말하거나 무언가를 삼키고 씹을 때이다. 정상적으로 수면을 취할 때는 생리적인 운동 마비로 인해 수의근은 비활성 상태이며 턱은 거의 열려 있는 상태이다. 이갈이는 이런 정상 기능이 제대로 일어나지 않는 비정상적인 상태로, 여러 가지 원인으로 인해 발생한다는 것이 널리 받아들여지고 있다.